# Cyrestinae
Cyrestinae là một phân họ trong Họ Bướm giáp. Phân họ này có chi.

## Hình ảnh

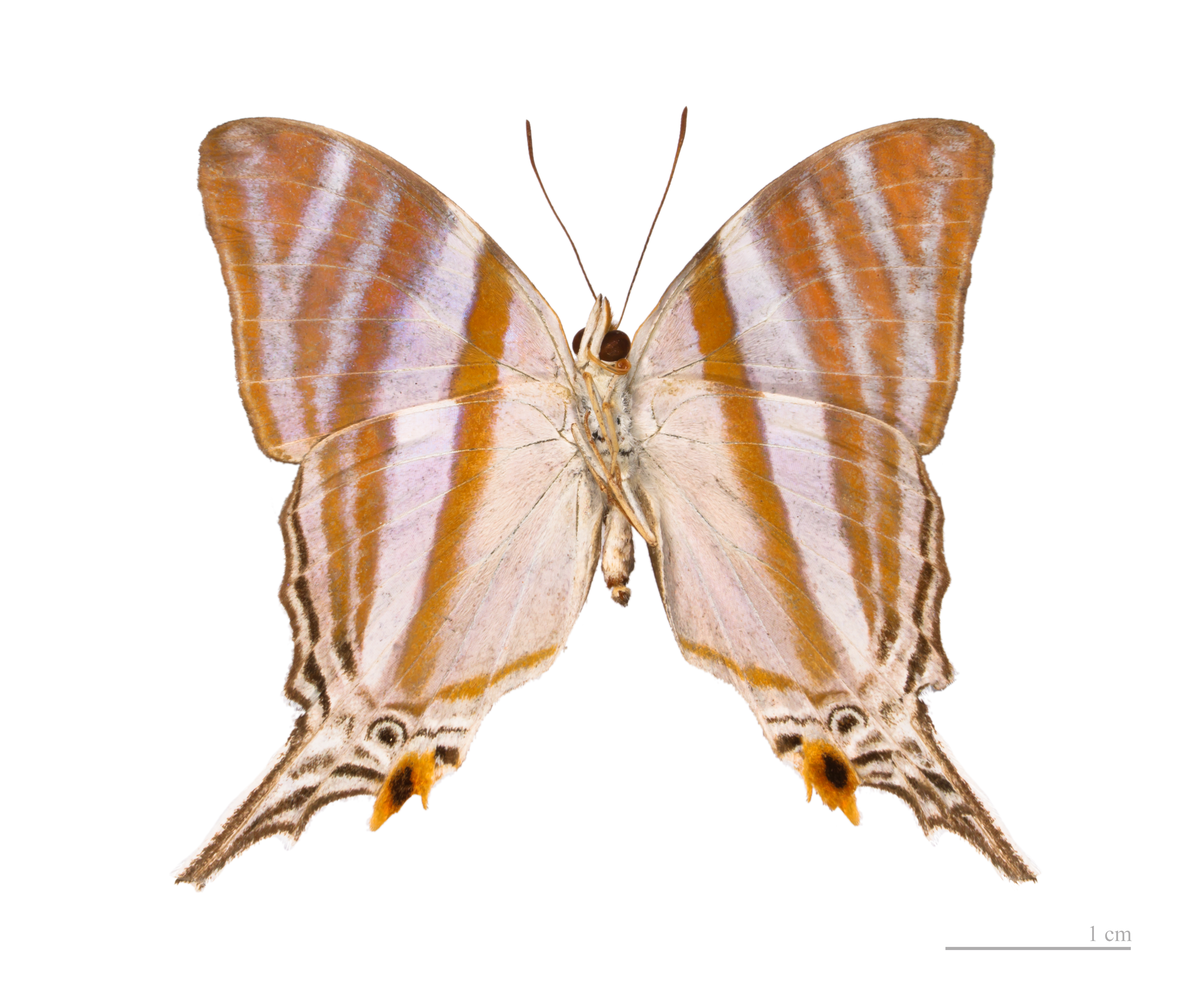
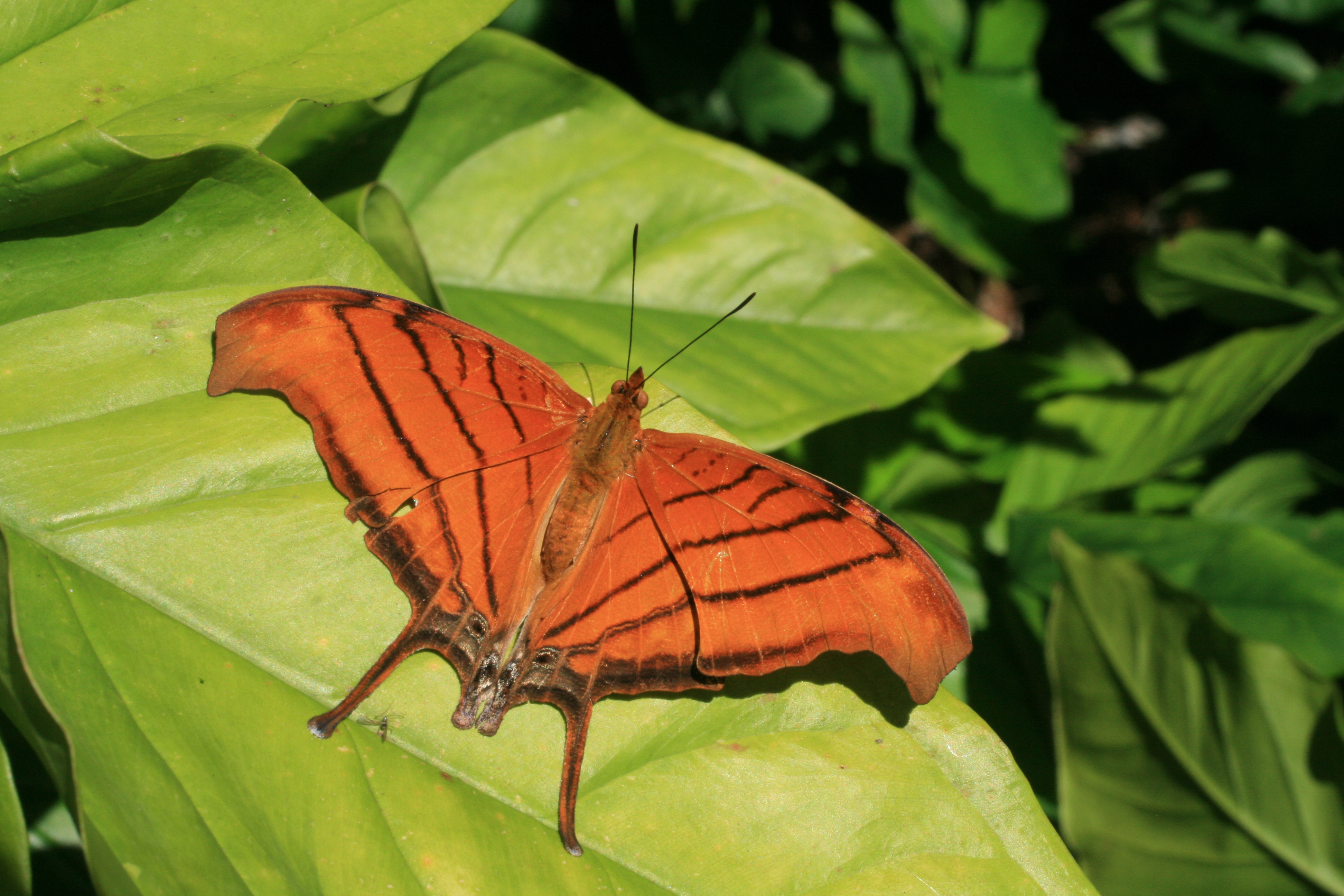
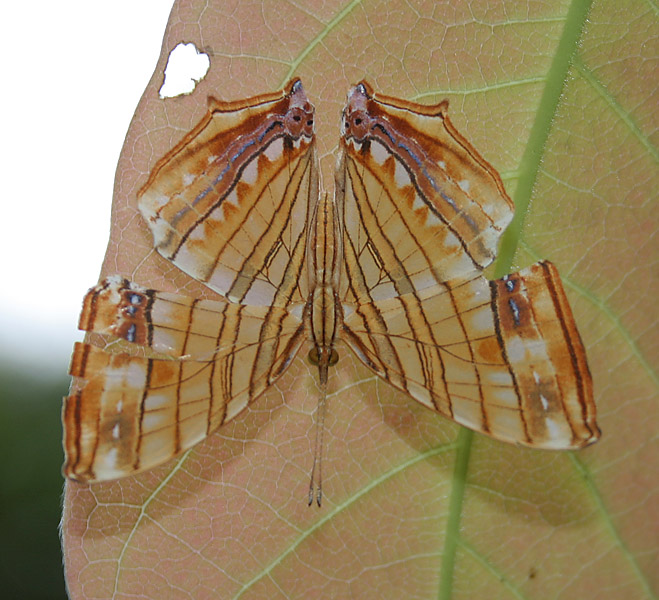
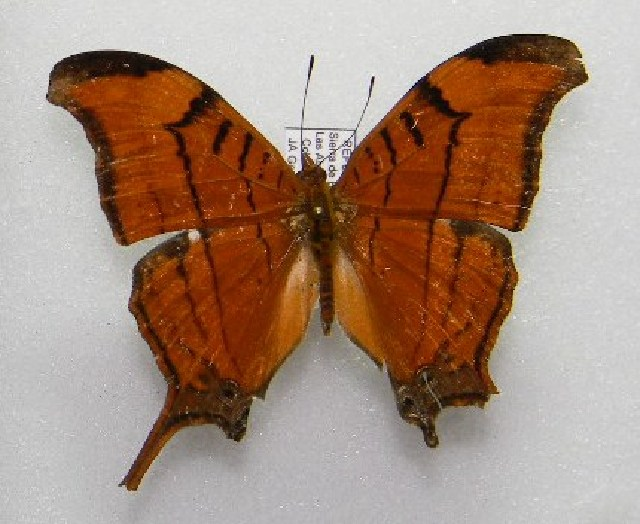
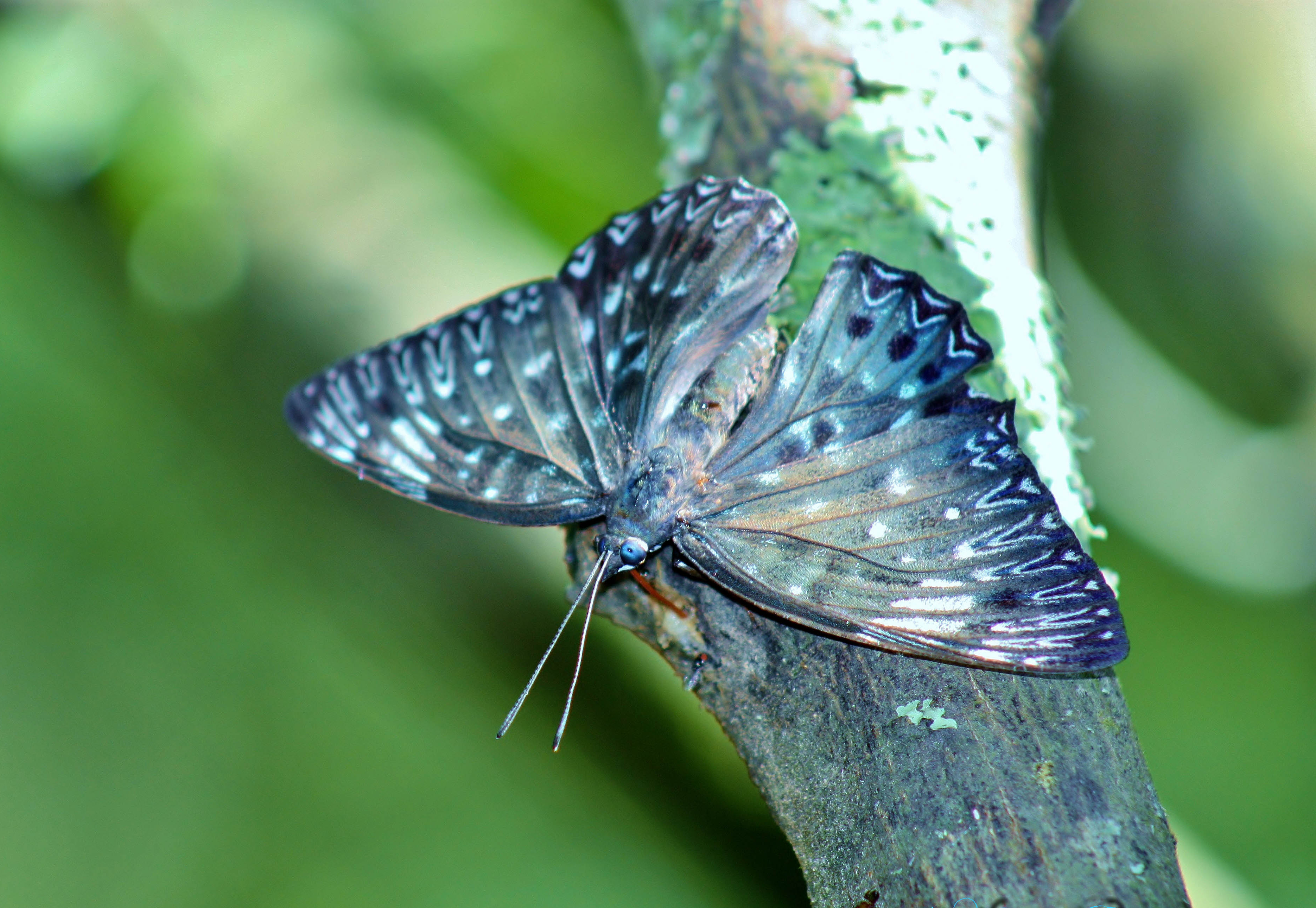

## Các chi
Tông Cyrestini
- Cyrestis
- Chersonesia
- Marpesia
  - Marpesia chiron
  - Marpesia eleuchea
  - Marpesia petreus
  - Marpesia zerynthia

Tông Pseudergolini
- Amnosia
- Dichorragia
- Pseudergolis
- Stibochiona